# Eurodac
Eurodac, que significa Dactiloscopia Europea, es la base de datos europea de huellas dactilares para identificar a los solicitantes de asilo y a los irregulares que cruzan la frontera. A los solicitantes de asilo e irregulares que cruzan la frontera de más de catorce años de edad se les toman sus huellas digitales siguiendo el Derecho comunitario europeo.
Las huellas son enviadas en forma digital a una unidad central en la Comisión Europea, y automáticamente se comprueba con otras impresiones sobre la base de datos.
Esto permite a las autoridades determinar si los solicitantes de asilo ya ha solicitado asilo en otro Estado miembro de la UE o han transitado ilegalmente por otro Estado miembro de la UE ("principio de la primera toma de contacto"). El sistema automatizado de identificación de huellas digitales es el primero de su tipo en el ámbito de la Unión Europea y está operativo desde el 15 de enero de 2003. Todos los Estados miembros de la UE participan actualmente en el programa, además de otros tres países europeos: Noruega, Islandia y Suiza.